# Coup d'État de 2009 au Honduras
Le coup d’État au Honduras du 28 juin 2009 voit l'armée soutenue par la Cour suprême et le Congrès arrêter et expulser le président Manuel Zelaya (PL), au paroxysme d'un conflit institutionnel tournant autour de la mise en place d'une consultation populaire qui devait avoir lieu le jour même. La tentative du président de consulter le peuple pour provoquer la réunion d'une assemblée constituante avait été interdite par les autorités judiciaires et était perçue comme une tentative de violer la règle constitutionnelle interdisant au président de briguer un second mandat,.
Le jour même, la Cour suprême valide le renversement du président par l'armée. Le Parlement désigne un nouveau gouvernement, dirigé par Roberto Micheletti (PL), qui déclare le couvre-feu puis l'état d'urgence le 1er juillet. Zelaya bénéficie du soutien de la communauté internationale, dont l'ONU et l'OEA, ainsi que celui des États-Unis, du Venezuela et de la Colombie, qui condamnent la rupture de la légalité, appellent à la restauration du président démis et suspendent les concours financiers. Soutenu par une partie de la population qui manifeste de façon globalement pacifique,, Manuel Zelaya parvient à rentrer dans son pays le 21 septembre, trouvant refuge à l'ambassade du Brésil. La Commission interaméricaine des droits de l'homme a dénoncé le 21 août 2009 un « usage disproportionné » de la force par le gouvernement de facto, ainsi que des arrestations arbitraires (entre 3 500 et 4 000 personnes, dans un pays d'environ huit millions d'habitants), l'usage arbitraire du couvre-feu, des traitements inhumains et dégradants, de mauvaises conditions de détention ainsi que la mort de 4 personnes et les blessures infligées à d'autres.
Selon les observateurs de la politique hondurienne, Manuel Zelaya, bien qu'élu issu du Parti libéral (droite), a mené une politique qui lui a aliéné les institutions, la majeure partie de la population et son parti, comme l'adhésion du Honduras à l'Alternative bolivarienne pour les Amériques (ALBA). Des élections ont eu lieu le 29 novembre 2009. Remportées par le candidat du Parti national (droite), Porfirio Lobo Sosa, ces élections n'ont pas été reconnues par le Mercosur,, et par bien d'autres pays.

## Prélude: un blocage institutionnel

Localisation du Honduras.

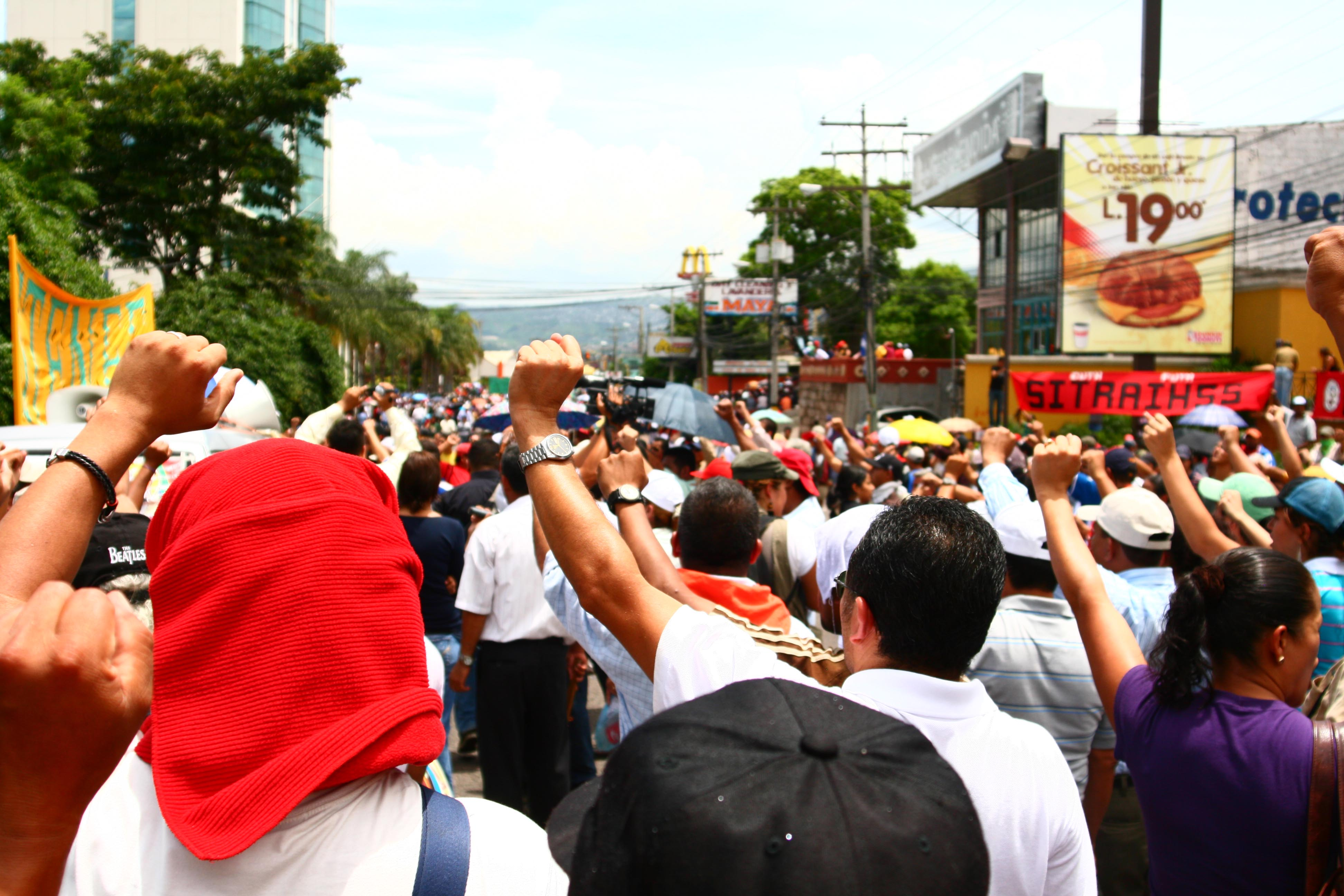
Manifestants pro-Zelaya, le 29 juin 2009, devant la Casa Presidencial à Tegucigalpa.

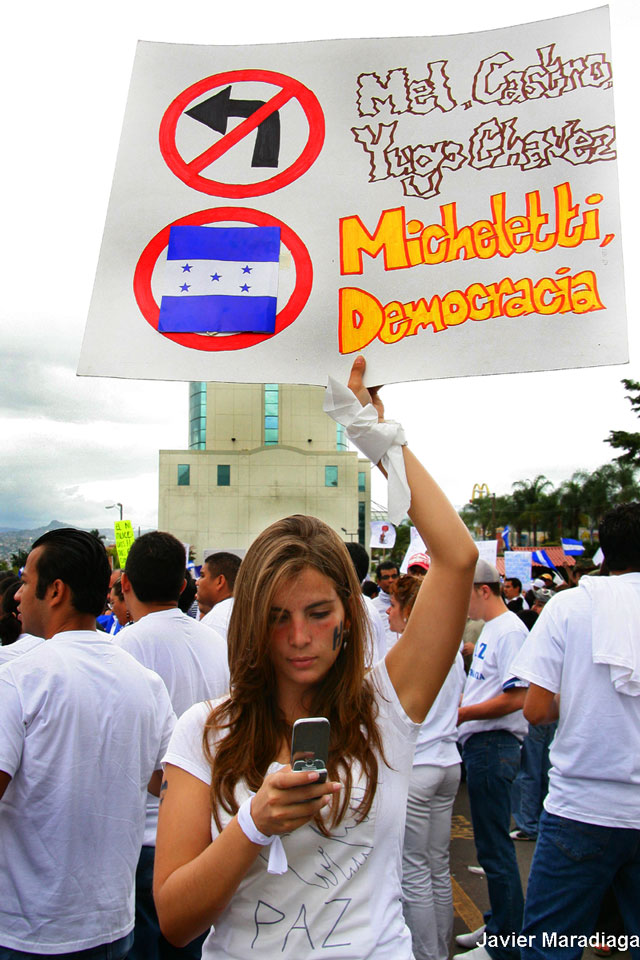
Manifestation pro-Micheletti.

Le président Zelaya prévoyait d'organiser une consultation populaire,, sur la tenue ou non, lors des élections générales de novembre 2009, d'un référendum portant sur la convocation d'une assemblée constituante dont la tâche aurait été de réécrire la Constitution du Honduras, et qui aurait supprimé la clause présente interdisant à un président d'effectuer plus d'un mandat. La Constitution actuelle interdit expressément de réformer cette clause et, selon la Cour suprême, interdisait au président de procéder à une telle consultation. Zelaya appelait aussi depuis longtemps à la réécriture de la constitution afin de transformer le système démocratique hondurien, actuellement une démocratie représentative, en une « démocratie participative ».
Zelaya déclarait qu'il ne ferait que convoquer l'assemblée constituante en cas d'approbation populaire à cette question lors des élections de novembre 2009, et qu'il mettrait fin à son terme à la fin du mandat, le 28 janvier 2010, sans exclure de se représenter ultérieurement. La consultation prévue de juin 2009 n'avait aucun caractère contraignant,,,. Elle impliquait cependant en pratique la tenue d'un référendum au moment des élections de novembre.
La consultation qui devait avoir lieu le 28 juin 2009 proposait la tenue le 29 novembre 2009, en plus des élections générales, d'un référendum permettant la convocation de l'assemblée nationale constituante. Le texte de cette consultation devait poser la question suivante :
« Êtes-vous d'accord pour qu'à l'occasion des élections générales de novembre 2009, une quatrième urne soit installée pour décider de la convocation d'une Assemblée nationale constituante qui approuverait une nouvelle Constitution ? »
Les élections générales de novembre 2009 devaient conduire à l'élection à la fois du président et des membres du Parlement. La Constitution n'ayant pas été réformée d'ici novembre 2009, Zelaya n'aurait donc pas pu s'y présenter.
Mais Zelaya s'est heurté dans ce projet à l'opposition du Congrès, y compris de membres de son propre parti, de la Cour suprême, de l'armée, des milieux d'affaires (il avait notamment augmenté le salaire minimum de 126 à 202 €) et de la Conférence épiscopale du Honduras. D'après la presse hondurienne, l'ex-président Ricardo Maduro, du Parti national, déclarait quant à lui que la consultation avait pour finalité de perpétuer le pouvoir de Zelaya, et il en appelait à la justice pour faire respecter la constitution.
La Cour suprême, qui a déclaré illégale la consultation populaire, a été suivie par le Congrès. Chargé de l'organisation des élections au Honduras, l'armée a alors refusé de laisser à disposition le matériel électoral pour la consultation. Zelaya considérant ce refus comme un acte de désobéissance au commandant en chef des armées — qui, au Honduras, est le président — il a forcé à la démission le général Romeo Vásquez, alors que l'armée sortait des casernes le 25 juin 2009. Il a aussi accepté la démission du ministre de la Défense Edmundo Orellana et des chefs de l'armée de terre, de la marine et de l'aviation. La cour suprême a renversé la décision du président et ordonné que le chef de l'armée soit replacé dans ses fonctions.
Peu de temps après, dans un entretien à El País, Zelaya affirmait avoir échappé de peu à un coup d'État, grâce notamment à l'intervention de Washington. Selon le New York Times, des responsables des États-Unis étaient en pourparlers avec le gouvernement hondurien et les militaires afin d'éviter un coup d'État, mais les militaires auraient rompu ces négociations le dimanche 28.
Le président du Venezuela Hugo Chávez déclare à l'approche de la consultation "Nous sommes des soldats aux ordres du Honduras !" et injurie le chef des armées que vient de renvoyer Zelaya. Le général putschiste Miguel Angel García déclare à la télévision que « Le Honduras et ses forces armées ont stoppé le plan expansionniste d’un leader sud-américain pour imposer, jusqu’au cœur des États-Unis, un socialisme camouflé sous la démocratie. » Le quotidien conservateur espagnol El País évoque à son tour « Le Waterloo du chavisme ? ». Aux États-Unis, le Wall Street Journal prétend avoir « en sa possession » des documents prouvant les liens entre les FARC et Zelaya. Des journaux honduriens propagent de fausses informations sur la présence de « forces étrangères » en provenance du Venezuela et du Nicaragua.
Bien que l'armée soit restée puissante dans les années 1980 et que le Honduras, peuplé de 7 millions d'habitants, traversait alors une crise importante (escadrons de la mort, disparitions forcées de 1981 à 1984, commission d'enquête sur les violations des droits de l'homme constituée en 1993, avec les premiers procès en 1995), l'armée n'avait plus fait de coup d'État depuis celui du général Policarpo Paz García en 1978. En 1999 les forces armées avaient été placées sous le contrôle des civils.
Quant à Zelaya lui-même, sa popularité est de 30 % selon le journal britannique The Economist. Sa présidence est marquée de scandales, une hausse de la criminalité et une politique économique populiste financée par les pétrodollars vénézuéliens[réf. à confirmer].

## Déroulement du coup d'État

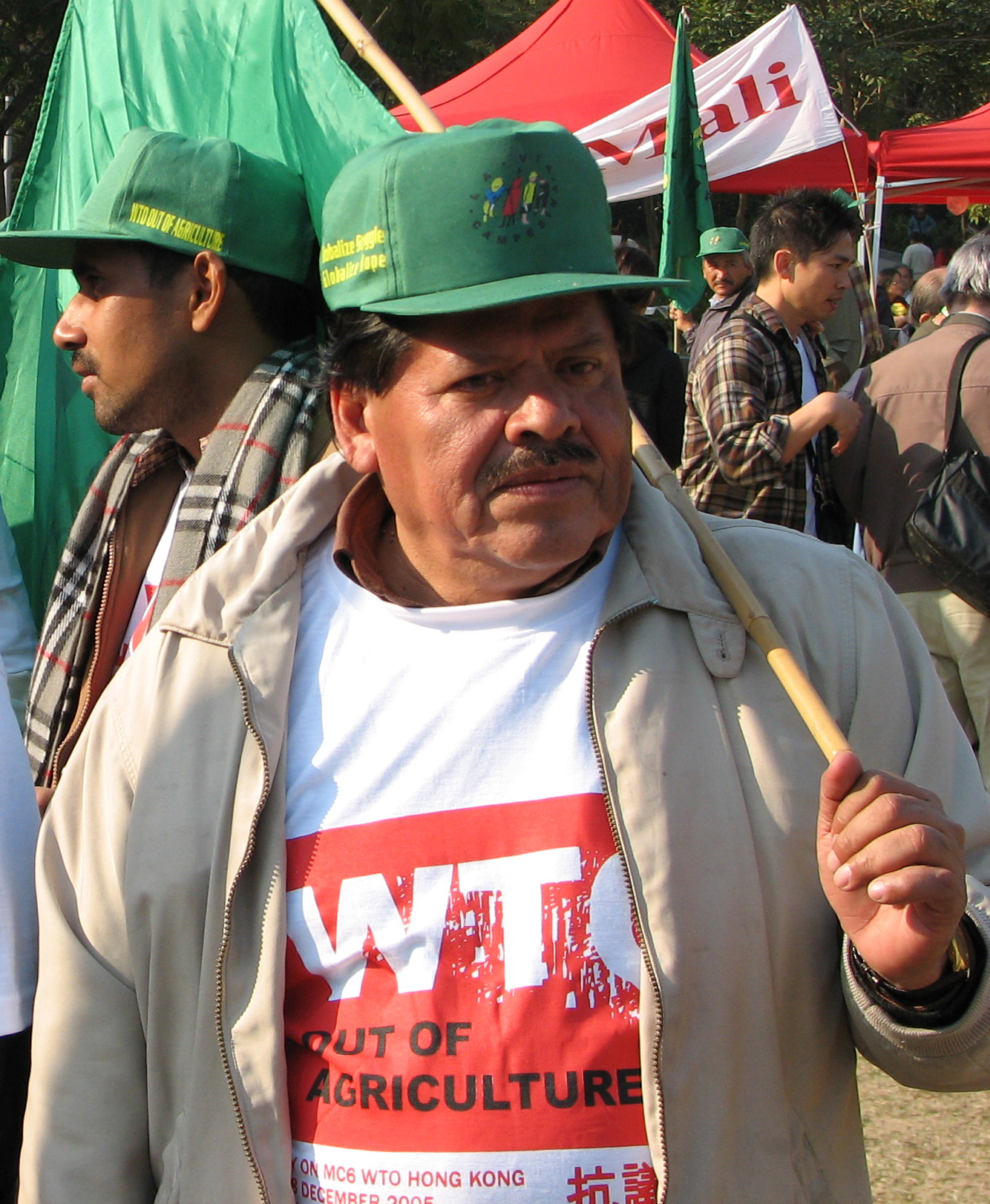
Rafael Alegría, l'un des organisateurs des manifestations pro-Zelaya, était secrétaire général de Via Campesina jusqu'en 2004. Ici, Alegría avant la manifestation contre l'OMC à Hong Kong en décembre 2005.

Le 28 juin 2009, alors que la consultation doit avoir lieu, Zelaya est arrêté entre 5 h et 6 h du matin (UTC-6) par des militaires cagoulés puis expulsé vers le Costa Rica. Le même jour, à 12 h 20, le Congrès National est réuni en session extraordinaire. Le président du Congrès, Roberto Micheletti (Parti libéral), ouvre la séance et donne la parole à Ricardo Rodríguez (Parti libéral). Ce dernier brosse un portrait à charge contre Zelaya dénonçant tous azimuts les négligences du président de la république sur des questions de fond, tels que la grippe A(H1N1), l'aide aux sinistrés du tremblement de terre du 28 mai, la crise financière, le chômage et la sécurité des honduriens. Puis une lettre de démission, datée du 25 juin et prétendument signée par Zelaya, est présentée à l'auditoire et lue par le secrétaire du Congrès José Alfredo Saavedra. À 12 h 37, les parlementaires présents approuvent unanimement la démission de Zelaya et son président, Roberto Micheletti, est nommé président de la République,,. Interrogé par CNN, Zelaya nie avoir signé cette lettre de démission et annonce avoir été la victime d'un coup d'État militaire et d'une conspiration,,,,,. L'avocat Raymond Orta défendra la thèse du faux en écriture en comparant la signature portée sur le document litigieux avec celle porté par Zelaya sur le document portant adhésion à l'ALBA. Le congrès vote un décret législatif révoquant Zélaya.
Silvia Ayala, députée de l’Unification démocratique, indique que les six députés du Parti de l'unification démocratique (PUD, gauche) n'ont pas été convoqués, et treize députés du Parti libéral opposés au coup d'État, se sont vu interdire l'accès au Congrès lors du vote de l'investiture de Micheletti. Ce dernier décrète immédiatement un couvre-feu Tandis que la presse locale est placée sous un « relatif contrôle ».
Dans un entretien publié le 2 juillet 2009, le colonel Herberth Bayardo Inestroza, conseiller juridique de l'état major, affirme que l'état major de l'armée a pris la décision, le 28 juin à l'aube, d'arrêter le président Zelaya et de l'envoyer au Costa Rica. Le soutien des institutions au coup d'État et le refoulement de l'influence de Chavez a valu des excuses au coup d'État, par exemple dans le Wall Street Journal.
La Commission nationale des télécommunications (CONATEL) interdit aux opérateurs du câble d'émettre pour certaines chaînes internationales comme CNN en Español, Tele Sur, Cubavisión Internacional, Guatevisión, Ticavisión, etc. Les fréquences de Radio Globo (Honduras) (en) et de plusieurs autres stations ont également subi des blocages ou des fermetures, étant occupées par l'armée le 28 juin. Après sa réouverture, Canal 8 a vu sa direction mutée et sa programmation modifiée. La Commission interaméricaine des droits de l'homme (CIDH) a noté l'assujettissement des médias publics au pouvoir exécutif et, par conséquent, au gouvernement de facto, ainsi que les intimidations exercées à l'égard des médias critiques envers le coup d'État. Les médias honduriens encore autorisés s'évertuaient à diffuser des musiques tropicales, des feuilletons et des émissions culinaires sans rendre compte de l'ampleur des manifestations et des condamnations du coup d'État par la communauté internationale. Twitter, qui fonctionne aussi avec des SMS, est utilisé pour contourner la censure, bien que 95 % de la population n'ait pas accès à Internet et que les lignes de téléphone (y compris cellulaires) aient été largement bloquées.
La CIDH a noté les pressions exercées à l'égard de journalistes (le caricaturiste Allan McDonald qui fut arrêté, avec sa fillette de 17 mois, le 28 juin et ses caricatures brûlées ; des interrogatoires visant une équipe de reporters, le même jour, de TeleSUR et d'Associated Press ; une nouvelle opération le 11 juillet contre les journalistes de TeleSUR et de VTV, qui abandonnèrent le pays le jour suivant pour des raisons de sécurité ; ou encore les arrestations et coups portés à Naún Palacios, à Tocoa, Colón, le 30 juin ; à Mario Amaya, photographe du Diario Hoy, le 2 juillet ; Rommel Gómez, à San Pedro Sula; au directeur de Radio Coco Dulce, Alfredo López, le 12 août à Tegucigalpa ; le 14 août, à Cortés, au journaliste de Radio Progreso, Gustavo Cardoza, ou au reporter indépendant de Tela Edwin Castillo).
L'électricité a été coupée, tandis que la presse locale annonçait l'arrestation de Patricia Rodas, la ministre des Affaires étrangères, et du maire de la deuxième ville du pays, San Pedro Sula. Le compagnon de la ministre Rodas a affirmé, par téléphone, à l'agence de presse mexicaine Notimex qu'elle avait été arrêtée de force devant les ambassadeurs du Nicaragua, de Cuba et du Venezuela. Ces derniers (Armando Laguna, Mario Duarte et Juan Carlos Hernández) ont été arrêtés, frappés puis relâchés . Patricia Rodas a ensuite été remise aux forces aériennes du Honduras, qui l'ont expulsé au Costa Rica. Elle a ensuite obtenu la protection diplomatique du Mexique.
Plusieurs parlementaires du Parti de l'unification démocratique (PUD, gauche) ont été placés en détention. Des sources policières ont affirmé à la presse que Cesar Ham (en) (PUD), l'un des soutiens de Zelaya, a été tué dimanche 28 par des tirs lors de son arrestation. Cela a été confirmé par l'association Freedom of Expression, mais nié le 29 juin par Luther Castillo, coordinateur de mouvements sociaux au Honduras, lors d'un entretien à la télévision cubaine. Castillo a affirmé que Ham était caché.
Tomas Andino Mencias, l'un des membres de ce parti, affirme que les parlementaires du PUD ont été capturés alors qu'ils s'apprêtaient à entrer dans le bâtiment du Congrès national pour prendre part au vote relatif à la prétendue démission du président Manuel Zelaya. Une demi-douzaine des ministres de Zelaya continuaient à se cacher au 1er juillet.

## Conséquences

### Réactions internes: couvre-feu et manifestations

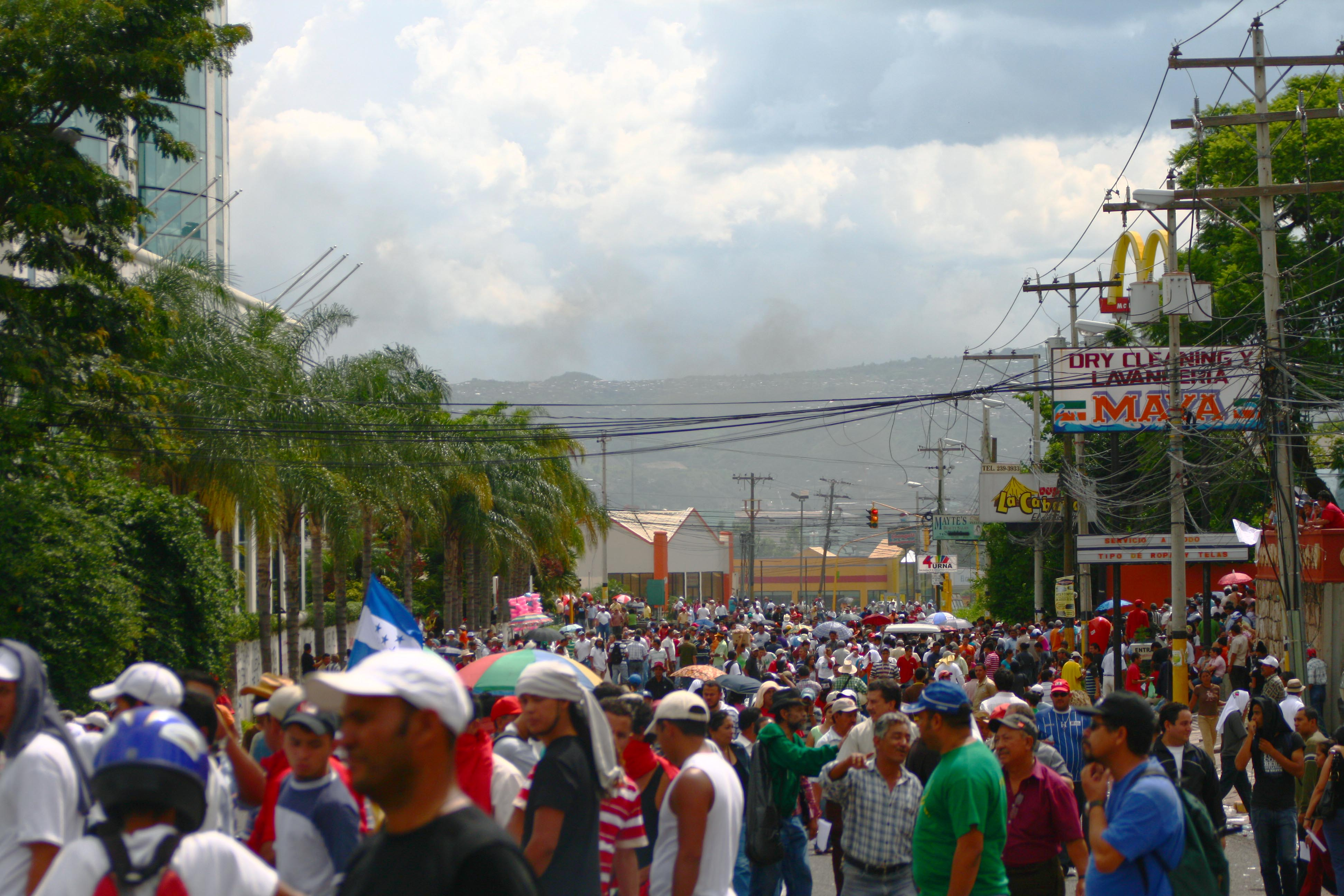
Manifestation contre le coup d'État, le 29 juin à Tegucigalpa.

Le gouvernement issu du putsch a promulgué le 1er juillet 2009 un décret d'état d'urgence, approuvé par le Congrès, limitant les rassemblements publics, la liberté d'association et autorisant la détention sans inculpation pour 24 heures,. Le décret no 11-2009 instaure un couvre-feu à partir du 30 juin, pour une durée de 72 heures. Celui-ci fut toutefois prolongé pour plus d'un mois sans aucune base légale. Le Congrès ne ratifia cet état d'exception que le 27 juillet, ce qui n'ôta rien à son caractère inconstitutionnel selon la Commission interaméricaine des droits de l'homme (CIDH).
Peu de temps avant ce décret, des milliers de manifestants réclamaient le retour de Zelaya, tandis que des contre-manifestants s'opposaient à eux. Ces manifestations auraient fait 18 blessés chez les soldats, et 276 chez les civils, selon les partisans de Zelaya. Plus de 20 000 personnes ont manifesté le 2 juillet pour le retour de Zelaya. Selon les organisations de défense des droits de l'homme, des dizaines de personnes ont été arrêtées depuis la proclamation de l'état d'urgence. Israel Salinar, de la Confédération unitaire des travailleurs du Honduras, affirmait que l'armée tirait à balles réelles sur les paysans tentant de rejoindre la capitale, mais que la censure empêchait de savoir s'il y avait eu des morts et, le cas échéant, combien. Au contraire, 5 000 manifestants défilaient le 2 juillet à San Pedro Sula, la seconde ville du pays, contre le soutien international de Zelaya, invoquant le respect des institutions et de la loi.
L'état d'urgence permet l'arrestation de nombreuses personnes défiant l'interdiction de manifester. Le chef du cabinet de Zelaya, Enrique Flores Lanza, obtient l'asile dans l'ambassade argentine. La député Doris Gutiérrez (PUD) indique que le milieu des affaires soutenait fortement le coup d'État. La Chambre du commerce et celle de l'Industrie ont d'ailleurs publié des communiqués de soutien au nouveau gouvernement, niant tout coup d'État, le 9 juillet. La Conférence épiscopale du Honduras, aussi hostile au projet de consultation populaire de Zelaya, a affirmé la légalité de la déposition de Zelaya, tout en demandant des explications au sujet de l'expulsion illégale de Zelaya.
Le procureur général du Honduras a inculpé le 2 juillet Zelaya, l'accusant de « trahison », d'« abus d'autorité », d'« usurpation de fonctions » et de délit commis à l'encontre de la forme du gouvernement. Cette accusation a été réitérée par la Cour suprême le 23 août, à la veille de la visite d'une délégation de l'OEA. Alors que Micheletti continue, le 3 juillet 2009, à affronter la communauté internationale, aucun État n'ayant reconnu son gouvernement, il annonce à la fois l'arrestation de Zelaya si ce dernier se rend au Honduras, et, dans un geste d'apaisement, la possibilité d'avancer les élections, à l'origine prévues pour novembre 2009. Cette dernière proposition a été rejetée par Hugo Chávez, qui contestait les possibilités d'organiser des élections dans ces conditions. Zelaya a quant à lui appelé à la désobéissance civile.
L'armée tire sur la foule de manifestants pro-Zelaya, le 5 juillet, faisant deux morts (dont Isis Obed Murillo, un adolescent de 19 ans). Ceux-ci s'approchaient de l'aéroport de Tegucigalpa afin d'accueillir l'avion de Zelaya, qui a été empêché de se poser par l'armée. Le 11 juillet, des milliers de manifestants commémorent la mort de Murillo à Tegucigalpa. Le père de Murillo a quant à lui été arrêté par la police au siège du Comité de Familiares de Detenidos-Desaparecidos en Honduras, « Comité des familles des détenus-disparus du Honduras », aucune nouvelle n'ayant été donné depuis de lui. Selon le Cofadeh, quatre personnes avaient été tuées et 500 arrêtées depuis le coup d'État à cette date.
Le nouveau régime lève le 12 juillet le couvre-feu, avant de le rétablir le 15. Celui-ci fut appliqué de façon discriminatoire, certaines personnes n'y étant pas assujetties, par exemple dans le département d'El Paraíso. Micheletti nomme le 11 juillet un nouveau ministre des Affaires étrangères, le précédent, Enrique Ortez Colindres, ayant insulté Barack Obama en le traitant de « petit Noir qui ne sait même pas où est Tegucigalpa » (negrito),,. Colindres, est muté au ministère de l'Intérieur. Il s'agit du troisième ministre des Affaires étrangères de facto nommé par Micheletti, puisque Colindres avait lui-même succédé à Carlos López Contreras, nommé le 7 juillet.
La situation, toutefois, n'était toujours pas revenue à la normale, des manifestations quotidiennes étant organisées par le « Front de résistance contre le coup d'État ». Deux militants du Parti de l'Unification démocratique, Roger Bados et Ramon Garcia, ont été tués durant le week-end du 11-12 juillet pour des raisons indéterminées,,,. Le président Hugo Chávez a aussi déclaré que deux équipes de Tele Sur avaient été expulsées. Le principal syndicat des enseignants est en grève, tandis que le patronat, qui approuve le coup d'État, a annoncé le gel des prix des produits de première nécessité, afin de faire face aux sanctions économiques internationales. Troisième pays le plus pauvre de l'Amérique latine, le Honduras dépend pour un tiers de son budget de l'aide étrangère. Or, plus de 200 millions de dollars de crédits ont été suspendus en réaction au coup d'État.
Le couvre-feu était rétabli dès le 15 juillet,, peu de temps après que Rafael Alegría, ex-secrétaire général de Via Campesina, ait promis de bloquer l'accès à la capitale pour réclamer le rétablissement de Zelaya. Quatre personnes avaient encore trouvé la mort la veille, trois d'entre elles tuées par balles depuis une voiture, et une lors d'affrontements avec la police. Les mobiles des meurtres restaient inconnus, et ceux-ci pourraient être attribués à de simples règlements de comptes.
Après plusieurs tentatives infructueuses de rentrer au pays malgré la menace d'arrestation et les poursuites entamées contre lui, Manuel Zelaya a appelé l'armée à la rébellion contre le chef d'État major et les généraux, corrompus par l'argent selon ses dires. Un autre manifestant pro-Zelaya est mort samedi 25 juillet,, et d'autres manifestations brutalement réprimées les 12 (à Tegucigalpa) et 14 août (à San Pedro Sula),. Le Frente Nacional contra el Golpe de Estado en Honduras (en) (Front national contre le coup d'État au Honduras) a organisé une marche nationale qui convergea le 11 août vers Tegucigalpa et San Pedro Sula, réunissant des dizaines de milliers de participants,,.
La majorité des personnes arrêtées ont été relâchées, mais d'autres sont détenues sans qu'aucune nouvelle ne soit donnée d'elles. La Commission interaméricaine des droits de l'homme a dénoncé un « usage disproportionné » de la force par le gouvernement de facto, ainsi que des arrestations arbitraires (entre 3 500 et 4 000 personnes, dans un pays de moins de huit millions d'habitants), l'usage arbitraire du couvre-feu, des traitements inhumains et dégradants, de mauvaises conditions de détention ainsi que la mort de 4 personnes et les blessures infligées à d'autres.
Le 21 septembre, le président Zelaya parvient à rentrer à Tegucigalpa et trouve refuge dans l'ambassade du Brésil. Le lendemain, 4 000 manifestants qui campaient autour de l'ambassade sont rapidement et violemment délogés par les forces du gouvernement de facto qui tuent deux personnes et en blessent une trentaine d'autres. Micheletti ordonne la fermeture des aéroports du pays et fait cerner l'ambassade brésilienne où l'eau et l'électricité sont coupées. Il donne ensuite dix jours au Brésil pour définir son attitude vis-à-vis de M. Zelaya, avant de décréter l'état de siège le 26 septembre, pour 45 jours, et de rétablir le couvre-feu. L'état de siège, auquel s'oppose même les partisans de Micheletti, est levé le 6 octobre, après avoir fermé Radio Globo (Honduras) (en) et Canal 36 et arrêté 55 paysans qui occupaient l'Institut agraire national depuis le coup d'État en appui à Zelaya,.
L'ambassadeur espagnol Ignacio Rupérez Rubio a précisé que « de nombreuses menaces [avaient] été prononcées avant les élections et quelques attentats [avaient] eu lieu ».Elles n'ont pas non plus mis fin à la crise, la présidence de l'Union européenne dénonçant en décembre 2009 les assassinats du militant LGBT Walter Trochez, membre du Front national de la résistance (pro-Zelaya), le 13 décembre 2009, ainsi que celui de la fille, âgée de 16 ans, de la journaliste Karol Cabrera, le 17 décembre.

#### Allégations relatives à la recomposition d'escadrons de la mort
Le 31 juillet 2009, le président en exil, Zelaya, a déclaré que le conseiller de sécurité de Micheletti, Billy Joya, a été membre de l'escadron de la mort Bataillon 3-16, a ressuscité l'escadron sous un autre nom. Il a dit que la torture est utilisé afin d'effrayer les gens, sous la direction de Joya. Mi-2006, Joya et six autres anciens membres du Bataillon 3-16 ont eu des rôles dans le gouvernement de Zelaya.
Micheletti a nommé un autre ancien membre de cet escadron de la mort, Nelson Willy Mejía Mejía, comme directeur général de l'Immigration,,,.
Des ONG constatent une multiplications des assassinats d'avocats, de journalistes, de syndicalistes et de dirigeants paysans dans les années qui suivent le coup d’État.

### Réactions internationales
Les chefs d'État américains ont à l'unanimité exprimé des inquiétudes et appelé au respect de la démocratie et de l'état de droit, de Barack Obama à Hugo Chávez en passant par Cristina Kirchner, Evo Morales, Álvaro Uribe et le secrétaire général de l'OEA José Miguel Insulza. L'Union européenne a condamné le coup d'État militaire.
Le Mexique ainsi que les États membres de l'ALBA (Venezuela, Cuba, Équateur, Bolivie) ont rappelé leurs ambassadeurs le 30 juin 2009,. La Banque mondiale puis la Banque interaméricaine de développement ont suspendu leur aide au Honduras le 1er juillet 2009. La Banque centrale du Honduras met en cause la position du FMI dans l'aggravation de la crise, le FMI ayant finalement décidé de reconnaître Zelaya comme détenteur du pouvoir légitime,.
Tous les États de l'UE ayant un ambassadeur au Honduras (la France, l'Espagne, l'Italie, et l'Allemagne), ainsi que la Commission européenne, le Chili et la Colombie ont commencé à rappeler leurs représentants le même jour,. Le Venezuela a suspendu ses livraisons de pétrole, et les autres États d'Amérique centrale ont suspendu leur commerce extérieur avec le Honduras.

#### La position des États-Unis

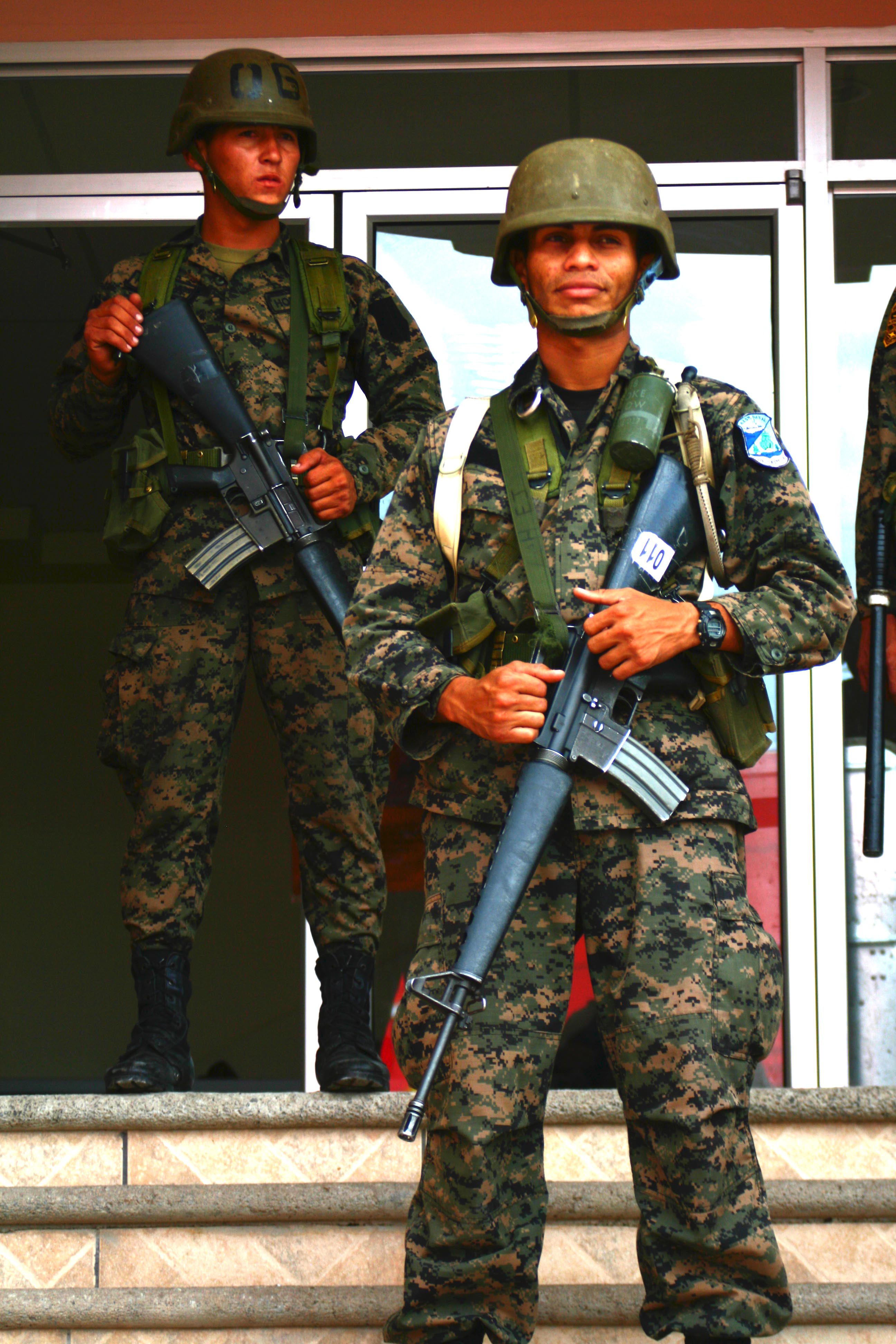
Soldats honduriens, le 29 juin 2009 à Tegucigalpa.

Le dimanche 28 juin, la secrétaire d'État Hillary Clinton a déclaré :
« L'action prise contre le président du Honduras Manuel Zelaya viole les préceptes de la Charte démocratique interaméricaine et doit donc être condamnée par tous. Nous appelons toutes les parties au Honduras à respecter l'ordre constitutionnel et l'État de droit [rule of law], à réaffirmer la vocation démocratique et à se consacrer à résoudre les débats politiques [political disputes] pacifiquement et à travers le dialogue. »
Appelant tous les protagonistes « au respect des normes démocratiques, de l'état de droit et des principes de la charte démocratique interaméricaine », Obama a également déclaré, lundi 29, que Zelaya « restait » pour Washington le président du Honduras. Selon le New York Times, cette « condamnation rapide » contraste avec l'attitude de l'administration Bush lors du coup d'État de 2002 contre Hugo Chávez. La secrétaire d'État Hillary Clinton a affirmé à des journalistes que les États-Unis considéraient bien les événements comme un coup d'État, mais qu'ils s'abstenaient pour le moment de faire une déclaration officielle à ce sujet, qui aurait pour effet de couper la majorité de l'aide fournie par Washington au Honduras. Le Pentagone a suspendu les opérations militaires conjointes avec les forces honduriennes. Les États-Unis ont 700 militaires hébergés dans la base aérienne de Soto Cano, située près de Comayagua, à 80 km de la capitale.
Le département d'État a retiré, mardi 7 juillet, ses attributions diplomatiques à l'ambassadeur du Honduras aux États-Unis, Roberto Flores Bermúdez, remplacé par décision de Manuel Zelaya par son secrétaire privé, Eduardo Enrique Reina, en raison de son appui au nouveau gouvernement,. Les visas diplomatiques de quatre autres membres du gouvernement de facto et de leurs familles ont été révoqués le 28 juillet 2009 par Washington.
L'ambassadeur actuel des États-Unis au Honduras est Hugo Llorens (en), nommé en septembre 2008 par George W. Bush, et précédemment chargé des Affaires andines (ce qui incluait le Venezuela) au Conseil de sécurité nationale en 2002-2003.
Une délégation menée par le député républicain Connie Mack (Floride), opposé à Chavez, s'est rendue à Tegucigalpa pour négocier avec le gouvernement de facto.
Un rapport publié par la Law Library du Congrès des États-Unis, préparé par Norma C. Gutierrez, Senior Foreign Law Specialist aboutit aux conclusions suivantes : la Constitution ne permet plus la procédure d'impeachment, en revanche elle confère au Congrès, c'est-à-dire au Parlement, les pouvoirs de désapprouver la conduite du président, de conduire des investigations extraordinaires concernant l'intérêt national et d'interpréter la Constitution. Dans le cas du président Zélaya, le Congrès faisait usage de ces trois facultés, interprétant son pouvoir de désapprobation du président comme incluant le pouvoir de lui retirer sa fonction, à la suite des enquêtes qu'il avait menées. Néanmoins la Constitution ne permet pas l'expulsion de ses ressortissants, août 2009.
Néanmoins les États-Unis ont dénoncé les tentatives de Zelaya de revenir dans le pays, le porte-parole du département d’Etat Robert Wood affirmant qu'elles mettaient « en péril les efforts de médiation ». Hillary Clinton s'est principalement consacrée à demander au président vénézuélien Hugo Chávez de ne pas intervenir dans les affaires du Honduras.

##### Allégations à l'encontre des États-Unis
Certains commentateurs ont rappelé la présence des militaires américains au Honduras, la distance prise à l'égard de Washington par Zelaya, qui se rapprochait de l'ALBA, pour attirer l'attention sur une possible intervention de la CIA, faite avec ou sans le consentement de Barack Obama, dans le coup d'État. Aucune preuve n'a toutefois été apportée et on peut relever que Zelaya avait obtenu l'autorisation de l'ex-président George W. Bush lui-même avant d'adhérer à l'ALBA, projet qui à l'époque remportait le soutien de la droite hondurienne, les conditions de l'accord étant trop avantageuses pour être refusées. Dès lors, aucune de ces accusations ne va au-delà de soupçons, qui proviennent en grande partie de l'histoire de l'interventionnisme américain en Amérique latine. Cependant, outre les commentateurs, ces accusations ont été reprises, le 13 juillet, par le président bolivien Evo Morales, qui a déclaré: « Je dispose d'informations de première main selon lesquelles l'empire, par le biais du commandement Sud des États-Unis, a fait le coup d'État au Honduras ».
Ainsi, le 29 juin 2009, le National Catholic Reporter a révélé que le général Vásquez Velásquez, principal artisan du coup d'État, avait été formé par l'École militaire des Amériques, tout comme Luis Javier Prince Suazo, commandant des forces aériennes. Cette école a formé des générations de militaires latino-américains dont certains ont fomenté des coups d'État dans les années 1970 ou formé et animé des milices et autres escadrons de la mort.
Adolfo Pérez Esquivel, prix Nobel de la paix argentin, a affirmé que le coup d'État n'aurait pas pu avoir lieu sans le consentement, sinon l'aide, de la CIA, qui aurait pu agir sans le consentement de Barack Obama.
Eva Golinger, avocate américaine qui a publié un livre sur le coup d'État de 2002 contre Chavez, souligne à son tour l'importance de la présence militaire américaine à la base aérienne de Soto Cano, les distances récemment prises par Manuel Zelaya vis-à-vis des États-Unis, et son projet d'ajouter un aéroport civil à Soto Cano, comme motivations possibles du coup d'État . Selon elle, « cela explique l’ambiguïté publique d’Obama face au coup d’État ». Elle ajoute que l'ONG hondurienne Paz y Democracia, dont la directrice Martha Díaz a qualifié sur CNN le coup d'État de « transition vers la démocratie », était financée par l'USAID.
Noam Chomsky a avancé quant à lui, le 9 juillet, que l'absence de soutien de Washington au coup d'État était un élément inédit dans l'histoire de la région. Il a remarqué toutefois qu'à l'inverse des États membres de l'UE – entre autres pays – les États-Unis n'avaient pas rappelé leur ambassadeur au Honduras. Il a rappelé aussi que l'armée de ce pays était « équipée, entraînée, et conseillée par Washington ». Revenant le 5 janvier 2010 sur la validation par l'administration Obama des élections controversées de novembre 2009 qui ont vu la victoire du candidat de droite, Chomsky considère qu'Obama a finalement accepté le coup d'État qui a « renversé la démocratie au Honduras » notamment pour conserver l'usage de la base aérienne de Soto Cano qui a « de plus en plus de valeur depuis que l'armée américaine est chassée de la plus grande partie de l'Amérique du Sud ».

#### Position des institutions financières internationales
Le Fonds monétaire international a mis à disposition 163,9 millions de dollars sous forme de Droits de tirage spéciaux au gouvernement du Honduras en août 2009 à l'occasion d'une distribution faite aux 186 pays membres,. Il a par la suite indiqué qu'il bloquait ces fonds tant qu'une décision interne ne serait pas prise quant à la reconnaissance du nouveau gouvernement. La banque centrale locale affirme que la position du FMI aggrave la crise en coupant les crédits,.

#### Résolution de l'OEA et visite de la CIDH

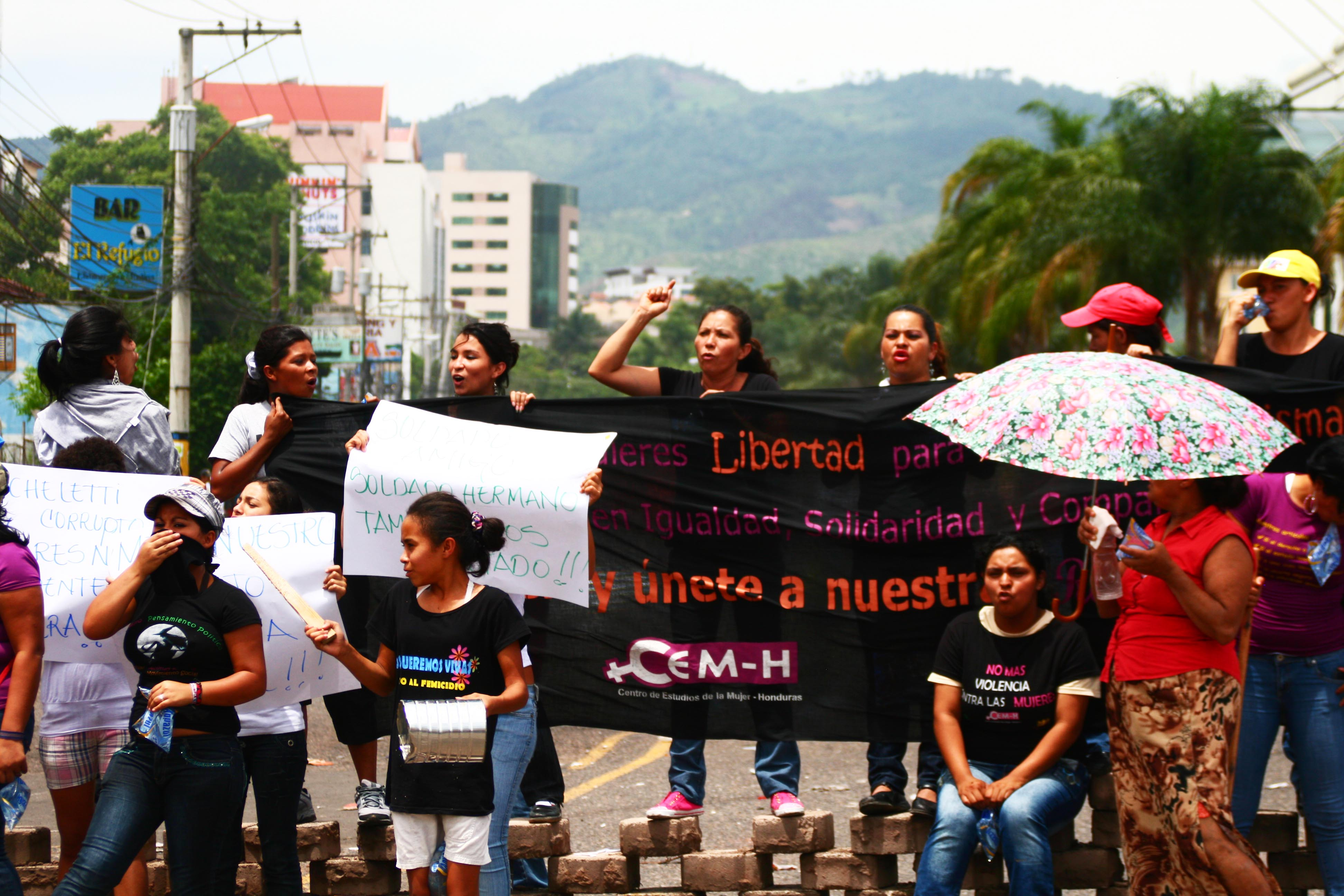
Banderole du Centro de Estudios de la Mujer-Honduras (Centre d'études de la femme du Honduras), manifestant contre le coup d'État le 29 juin, à Tegucigalpa.

L’Organisation des États américains (OEA) a appelé à une réunion de crise, son secrétaire général, José Miguel Insulza, « condamnant fortement », dimanche 28 juin, le coup d'État. Il a appelé « le peuple hondurien, les nations des Amériques et la communauté internationale à unir ses forces contre ce trouble grave du processus démocratique » en cours sur le continent.
L'OEA a voté, à l'aube du 1er juillet 2009, une résolution invitant son secrétaire général à faire tous ses efforts pour réinstaller au pouvoir Zelaya,. Elle a donné un ultimatum de 72 heures au Honduras pour rétablir Zelaya dans ses fonctions, ou être suspendu de l'organisation. À la suite de cette résolution, Zelaya a retardé son retour au Honduras, dont il avait fixé la date au 2 juillet. Quelques heures avant de se faire exclure, dans la nuit du 4 au 5 juillet, le nouveau gouvernement du Honduras a annoncé qu'il quittait l'OEA,. Mis à part Cuba, expulsé en 1962 et qui vient de réintégrer l'OEA, à la suite du sommet début juin à San Pedro Sula, le Honduras est le seul État à s'être fait expulser de l'OEA.
À la demande de Washington et de l'OEA, le prix Nobel de la paix et président du Costa Rica Oscar Arias a été chargé de la médiation entre le gouvernement de facto du Honduras et Manuel Zelaya, mais le gouvernement de facto refuse que Zelaya soit restitué dans ses fonctions.
La Commission interaméricaine des droits de l'homme (CIDH) a envoyé une délégation présidée par son président Luz Patricia Mejía Guerrero au Honduras du 17 au 21 août 2009,. À la suite de cette visite, elle a dénoncé un certain nombre de violations des droits de l'homme par le gouvernement de facto, en particulier l'arrestation arbitraire et la détention de milliers de personnes ainsi que des traitements inhumains et dégradants ou l'usage de la censure et de la désinformation par le gouvernement Micheletti. Elle a réclamé en outre une enquête sur les circonstances ayant mené à la mort de quatre personnes (Isis Obed Murillo Mencías, 19 ans, le 5 juillet ; Pedro Magdiel Muñoz, dont le cadavre a été découvert le 25 juillet, portant traces de torture et qui avait été arrêté par des militaires; l'instituteur Roger Vallejos Soriano, blessé par balles le 30 juin lors d'une manifestation à Comayagüela, et mort le lendemain; et Pedro Pablo Hernández, tué par des militaires le 2 juillet qui lui ont tiré dessus à un barrage militaire dans le département d'El Paraíso), ainsi que le jugement des responsables concernés et dénoncé l'usage immodéré de la force par la police et l'armée lors des manifestations pro-Zelaya, en majorité pacifiques, sur tout le territoire (y compris Tegucigalpa, San Pedro Sula, Choloma, Comayagua et le département d'El Paraíso) qui se sont conclues par des centaines de blessés. Outre des blessures par balle et matraque, elle a noté l'usage immodéré de gaz lacrymogène et de gaz poivre envoyé dans les yeux, ainsi qu'au moins un viol perpétré par des policiers contre une manifestante à San Pedro Sula, notant que les femmes ont été particulièrement sujettes aux vexations perpétrées par les forces de l'ordre.
La Commission aussi demandé des informations concernant les disparitions forcées de cinq personnes. En outre, la CIDH a noté des intimidations à l'égard de certains juges chargés d'examiner les demandes d'habeas corpus déposées à la suite d'arrestations ou disparitions d'Honduriens, soulignant aussi que dans beaucoup de cas, les procureurs se sont abstenus d'engager des enquêtes sur ces détentions ou blessures.

#### Résolution de l'ONU
Après un discours de Zelaya à l'Assemblée générale des Nations unies, celle-ci, comportant 192 États, a adopté par acclamation, mardi 30 juin, une résolution qualifiant les événements de « coup d'État » et appelant à la « restauration immédiate et inconditionnelle » de Zelaya comme président,. La résolution a notamment été soutenue par les États-Unis, le Venezuela, la Bolivie et le Mexique,. La veille, le secrétaire général de l'ONU Ban Ki-moon avait « [condamné] l'arrestation […] du président constitutionnel de la République ».
L'ambassadeur du Honduras aux Nations unies, Jorge Arturo Reina (frère de l'ex-président Carlos Roberto Reina), refuse de reconnaître le nouveau gouvernement et continue de travailler à New York, sous la direction du ministre des Affaires étrangères de Zelaya, Patricia Rodas, bien que son budget ait été coupé.

#### Position des gouvernements latino-américains
- Argentine : la présidente Cristina Kirchner appelle dès le 28 juin à la « restauration du président hondurien » et qualifie les événements de « retour à la barbarie »[133]. Buenos Aires suspend la coopération militaire avec Tegucigalpa[55] et somme le 13 août l'ambassadrice du Honduras, Carmen Eleonora Ortez Williams, de quitter son poste à Buenos Aires en raison du soutien apporté au golpe[134]. Le Honduras réplique en rompant les relations diplomatiques avec l'Argentine[135]. Le coup d'État reste controversé parmi la classe politique argentine, Francisco de Narváez, député et tête de liste gagnante de la coalition Unión - Pro (centre-droit) dans la province de Buenos Aires lors des législatives de juin 2009, se prononçant en sa faveur, tandis que Claudia Rucci, membre de la même liste et fille du syndicaliste José Ignacio Rucci, condamne le coup d'État[136].
- Bolivie : le président Evo Morales appelle dès le 28 juin les organisations internationales, les États d'Amérique latine et les mouvements sociaux à « condamner et répudier ce coup d'État militaire »[137]. Selon lui, il s'agit de « l'aventure d'un groupe des militaires qui ont attaqué la démocratie [assaulted democracy] » et qu'ils allaient donc « échouer »[133].
- Brésil : le président Lula déclare le 29 juin dans son programme radiophonique hebdomadaire Café com o Presidente : « Nous devons condamner le coup d'État »[138], ajoutant que son gouvernement ne reconnaîtrait pas d’autre chef d’État que Manuel Zelaya au Honduras et que si Zelaya ne retournait pas au pouvoir, le Honduras resterait « isolé » des autres États[138].
- Chili : Le gouvernement Bachelet déclare que le président avait été « légitimement élu par le peuple »[139] et son ministre des Affaires étrangères, Mariano Fernandez, demande le même jour « que la démocratie soit rétablie au Honduras » et que le président Zelaya « retourne immédiatement » au pouvoir[123]. En tant que présidente de l'Union des nations sud-américaines (UNASUR), Michelle Bachelet précise que l'UNASUR « condamnait le kidnapping du président Zelaya et de ses ministres et l'occupation de bâtiments gouvernementaux par des groupes qui cherchent à déstabiliser la démocratie, et exprime sa décision de ne reconnaître aucun gouvernement autre que celui qui est légal et légitimement élu »[123].
- Colombie : le ministre des Affaires étrangères Jaime Bermúdez du gouvernement Álvaro Uribe publie le 28 juin un communiqué affirmant que « le gouvernement de la Colombie manifeste sa profonde consternation à l'égard de la rupture de l'ordre constitutionnel » au Honduras; « rejette que monsieur le président constitutionnellement et démocratiquement élu, Manuel Zelaya, ait été séparé du pouvoir par la force » ; « appelle au plein rétablissement de l'ordre constitutionnel et légal » et « soutient toutes les actions adoptées par l'Organisation des États américains (OEA), afin de trouver des solutions démocratiques à la situation actuelle. »[140].
- Costa Rica : le président Óscar Arias critique ce coup de force dans une conférence de presse conjointe avec Manuel Zelaya[141].
- Cuba condamne également ces événements le 28 juin[142].
- Guatemala : le président Álvaro Colom déclare qu’il va s’entretenir à Managua avec les autres chefs d’État d’Amérique centrale des moyens de restaurer la démocratie au Honduras[143].
- Mexique : Felipe Calderón déclare qu'il est « totalement contre ce coup d'État » et qu'« il n'était pas possible de revenir à l'époque des dictatures militaires » que ce soit en Amérique latine ou dans le monde[144].
- Nicaragua : le président Daniel Ortega déclare : « nous devons nous joindre aux condamnations contre cet acte terroriste contre l'institution, contre le peuple du Honduras, contre les peuples d'Amérique centrale, des Caraïbes et du monde »[96].
- Uruguay : le gouvernement Vázquez (centre-gauche) cesse de reconnaître l'ambassadeur hondurien en place à Montevideo et condamne énergiquement le coup d'État[145].
- Venezuela : dans un premier temps, le président Hugo Chávez place son armée en état d'alerte et menace l’armée hondurienne de représailles si son ambassade était attaquée, déclaration faisant suite à l'agression de l'ambassadeur vénézuélien qui tentait de protéger d'une arrestation la ministre des Affaires étrangères de Zelaya[146]. Par la suite, Chávez soutient, avec les États-Unis, la Bolivie et le Mexique, la résolution de l'ONU condamnant le coup d'État. Mais il a ensuite reproché à Obama de se contenter de condamnations verbales et de ne pas faire suffisamment pressions sur le nouveau gouvernement[147].

#### Position des États membres de l'Union européenne
- Union européenne : au nom de l'Union, la présidence tchèque de l'Union européenne a déclaré le 28 juin que « les ministres des Affaires étrangères de l’Union européenne ont vivement condamné l’action militaire, qui a été dirigée contre le président Zelaya, démocratiquement élu, et une partie de son cabinet, et menée en violation de l’ordre constitutionnel du Honduras. »[148]. Elle a rompu en octobre 2009 les relations diplomatiques avec Tegucigalpa[1].
- Espagne : le Premier ministre José Luis Rodriguez Zapatero a fait savoir, par son porte-parole, dimanche 28 juin, qu'il « exprimait sa plus forte condamnation à l'égard de cette détention illégale et de cette expulsion du président constitutionnel du Honduras, Manuel Zelaya. La solution à tout conflit doit toujours être trouvée par le dialogue et le respect des règles démocratiques. Il n'y a pas, et il ne peut jamais y avoir, une solution à la crise hondurienne en dehors du cadre constitutionnel du pays. »[133].
- France : la France « condamne fermement le renversement de l’ordre constitutionnel au Honduras », a déclaré Bernard Kouchner le 28 juin, ajoutant que « l’avenir du Honduras et de cette région est indissociable de la démocratie ». Tout comme l'Allemagne, l'Espagne et l'Italie, la France a rappelé son ambassadeur « pour consultations »[149].

#### Autres réactions
- Canada : le ministre d'État des relations extérieures Peter Kent a déclaré le dimanche 28 juin : « le Canada condamne le coup d'État »[150].
- Russie : le porte-parole de la diplomatie russe, Andreï Nesterenko, a déclaré dans une dépêche publiée lundi 29 : « La Russie condamne vigoureusement ces actions et appelle au rétablissement de la légalité et de l'ordre au Honduras. Les acteurs politiques de ce pays ne doivent pas quitter le champ juridique et constitutionnel. Toute autre voie d'action serait grosse d'une nouvelle déstabilisation »[151].
- Suisse : le département fédéral des affaires étrangères a exprimé « son inquiétude » et appelé « au rétablissement de l'ordre constitutionnel et de l'état de droit [… et] à une résolution démocratique et pacifique de la crise[152] ».

## Épilogue
Des élections ont eu lieu le 29 novembre 2009, qui sont remportées par le candidat du Parti national (droite), Porfirio Lobo Sosa. L'abstention était forte (environ 55 %) mais semblable à celle du scrutin présidentiel précédent.
En mai 2011, les négociations menées entre Manuel Zelaya et le pouvoir hondurien aboutissent : les accusations de corruption sont levées ainsi que les mandats d'arrêt. Zelaya rentre le 28 mai 2011,.